# DuMont Television Network
Le DuMont Television Network, aussi appelé DuMont Network, DuMont, Du Mont, ou de manière incorrecte Dumont était un réseau de chaînes télévisées, rivalisant avec National Broadcasting Company la place de premier. Le réseau a débuté en 1946 aux États-Unis sous la férule de la société DuMont Laboratories, constructeur de matériels de télévision.
Rapidement la société a été confrontée aux coûts prohibitifs de la diffusion que les réglementations de Federal Communications Commission ne permettaient pas de compenser par une croissance. Malgré une association avec Paramount Pictures, la société a dû fermer en 1956.

## Programmation
- Cavalcade of Stars, série de sketches (-1952), devenu The Jackie Gleason Show (1952-1955) à l'origine de The Honeymooners
- Life Is Worth Living, émission religieuse (1952-1956), puis sur ABC.

### Archives
La majorité de la programmation de DuMont a été conservée sur kinéscope par Allen B. DuMont, mais plusieurs bandes ont été détruites en 1958 afin de récupérer l'argent qui faisait partie de sa composition.
Au début des années 1970, une vaste librairie des 20 000 bandes kinéscopes était détenue par ABC qui a décidé qu'elle était inutile, rempli trois camions et tout jeté dans le Upper New York Bay. Un estimé de 350 émissions complètes auraient survécu aujourd'hui, étant détenues par l'un de ces organismes : UCLA Film and Television Archive à Los Angeles, Paley Center for Media à New York, Museum of Broadcast Communications à Chicago, Internet Archive, la Bibliothèque du Congrès, TV4U ainsi que des collectionneurs privés.

## Affiliés

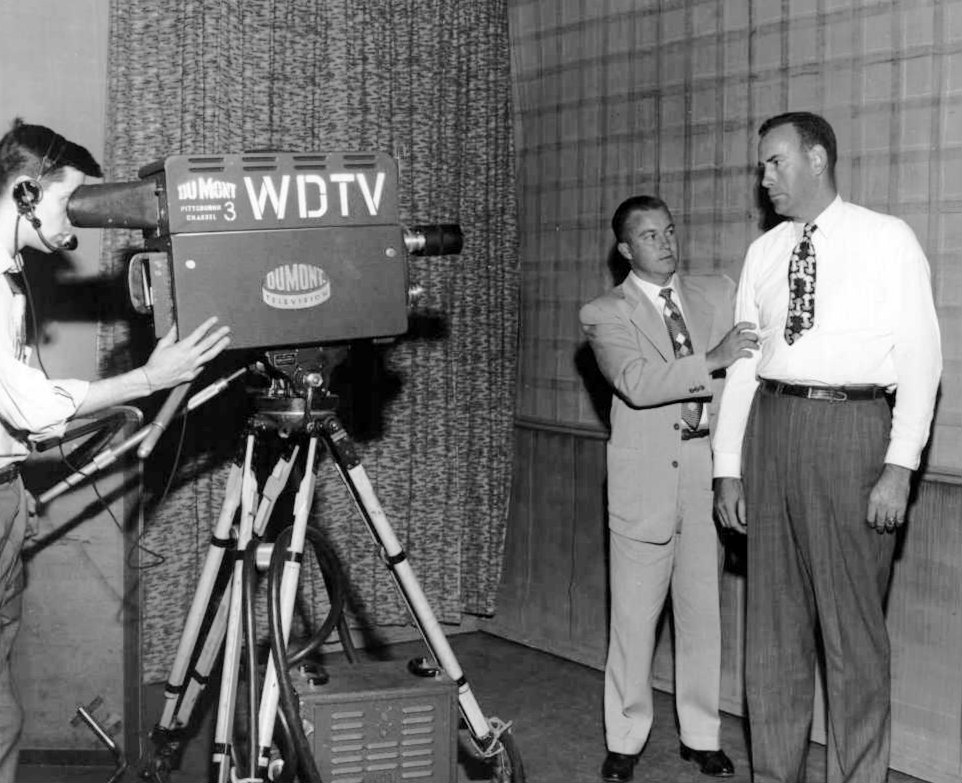
Enregistrement de l'émission We, the People dans les studios de Pittsburgh

Lancé en 1946, le réseau a fait face à de nombreuses embûches pour s'épandre. En 1948, la FCC a bloqué toutes les demandes de licence pour de nouvelles stations afin d'étudier les problèmes d'interférence et le développement de la bande UHF. Ce blocage a pris fin en juillet 1952, de nombreuses stations se retrouvant sur la bande UHF, mais les constructeurs de télé n'étaient pas obligés d'intégrer un récepteur UHF jusqu'en 1964. Entre-temps, les propriétaires de télé devaient se procurer un convertisseur dispendieux.
La majorité des stations de DuMont étaient sur la bande UHF, et le réseau faisait face à des audiences décevantes. En 1954, le réseau comptait environ 200 affiliés. Par contre, considérant le nombre peu élevé de stations dans chaque marché de moyenne taille, certaines stations avaient plusieurs affiliations et choisissaient les émissions qu'elle voulait diffuser, pouvant se limiter à l'émission religieuse Life Is Worth Living et les sports de fin de semaine.
La station-phare du réseau était WDTV à Pittsburgh (maintenant KDKA-TV) sur la bande VHF, le sixième marché d'importance. On retrouvait aussi les affiliés suivants :
- New York : WABD (1944-1958, maintenant WNYW)
- Los Angeles : KTLA (1947-1948), KTSL (1948-1951, maintenant KCBS-TV), KTTV (1951-1954)
- Chicago : WGN-TV (1948-1956)
- Philadelphie : WFIL-TV (1947-1956, maintenant WPVI-TV)
- Dallas : KBTV (1949-1955, maintenant WFAA)
- San Francisco : KPIX-TV (1949-1953)